# Yipsi Morenová
Yipsi Morenová (* 19. listopadu 1980 Camagüey) je bývalá kubánská atletka, trojnásobná mistryně světa v hodu kladivem.

## Kariéra
V roce 1998 skončila čtvrtá v hodu kladivem na juniorském mistrovství světa. O tři roky později výkonem 70,65 metrů zvítězila na světovém šampionátu v Edmontonu. Titul obhájila na mistrovství světa v Paříži v roce 2003. Na světových šampionátech v Helsinkách v roce 2005 i v Ósace v roce 2007 skončila mezi kladivářkami druhá. Po diskvalifikaci Rusky Kuzenkovové však dodatečně získala ze světového šampionátu 2005 zlatou medaili a stala se tak jednou ze tří atletek, které získaly titul mistryně světa třikrát za sebou.
Při olympijských startech v Athénách i v Pekingu vybojovala v soutěži kladivářek vždy stříbrnou medaili. Její osobní rekord 76,08 metru pochází z roku 2008.